# James Victor Uspensky

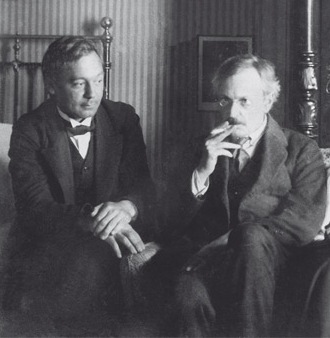
Uspensky (rechts) mit Delone

James Victor Uspensky (russisch Яков Викторович Успенский, * 29. Apriljul. / 11. Mai 1883greg. in Urga, Mongolei; † 27. Januar 1947 in San Francisco) war ein russischstämmiger US-amerikanischer Mathematiker.

## Leben
Uspensky studierte an der Universität Sankt Petersburg, wo er 1906 seinen Abschluss machte und 1910 promovierte (russischer Doktortitel, entspricht Habilitation). Ab 1912 war er Privatdozent in Sankt Petersburg und 1915 bis 1923 Professor. In den 1920er Jahren ging er in die USA, allerdings hatte er es nicht nötig zu fliehen, er nutzte eine offiziell genehmigte und finanzierte Auslandsreise. Ab 1929 war er Professor an der  Stanford University, wo er 1931 eine permanente Professur erhielt und bis zu seinem Tod blieb. In Stanford war er Kollege von George Pólya.
Uspensky beschäftigte sich mit Zahlentheorie, Wahrscheinlichkeitstheorie und Analysis. Er veröffentlichte 1920 unabhängig die asymptotische Formel für die Partitionsfunktion von S. Ramanujan und Godfrey Harold Hardy (1918).
Ab 1921 war er Mitglied der Russischen Akademie der Wissenschaften.
Zu seinen Studenten in Sankt Petersburg zählte Iwan Matwejewitsch Winogradow.

## Schriften
- Introduction to Mathematical Probability. McGraw-Hill, New York / London 1937 (archive.org [PDF]).
- Elementary Number Theory, McGraw-Hill, 1939.
- Theory of Equations, McGraw-Hill, 1948, 1963.